# Varaanachtigen
Platynota is een infra-orde van hagedissen waartoe alle varanen, korsthagedissen en dove varanen behoren. De groep is niet monofyletisch en wordt samen met de hazelwormachtigen als één grote groep gezien; de Anguimorpha.
De Platynota bestaat uit de varanen (Varanidae), de dove varanen (Lanthanotidae), de korsthagedissen (Helodermatidae), de Mosasauridae†, de Dolichosauridae†, de Aigialosauridae†, de Necrosauridae† en de Gobidermatidae†.
Varanoidea wordt vaak als een synoniem beschouwd, maar wordt soms gebruikt om maar enkele groepen uit de Platynota samen te brengen.

## Fylogenie
```
o 
Platynota

`-----o 
Pythonomorpha

   |  |--o †
Mosasauroidea

   |  |  |-- †
Aigialosauridae

   |  |  `----- †
Dolichosauridae

   |  |     `-- †
Mosasauridae

   |  `-- 
Serpentes
 (
Ophidia
)
   `--o 
Thecoglossa

      `--o 
Varanoidea

         |-- †
Necrosauridae

         |--o “
Varaniformes
” (“
Varanoinea
”)
         |  |-- 
Lanthanotidae

         |  `-- 
Varanidae

         `--o 
Monstersauria
 (
Estesioidea
)
            |-- †
Gobidermatidae

            `--o 
Helodermatoidea

               `-- 
Helodermatidae
```

Dibamia · Leguaanachtigen (Iguania) · Gekko-achtigen (Gekkota) · Skinkachtigen (Scincomorpha) · Hazelwormachtigen (Diploglossa) · Varaanachtigen (Platynota)